# Dicaulocephalus fruhstorferi
Dicaulocephalus fruhstorferi är en skalbaggsart som beskrevs av Felsche 1901. Dicaulocephalus fruhstorferi ingår i släktet Dicaulocephalus och familjen Rutelidae. Inga underarter finns listade i Catalogue of Life.